# Bronikowo (Mirosławiec)
Bronikowo (deutsch Brunk) ist ein Dorf in der Landgemeinde (Gmina) Mirosławiec (Märkisch Friedland) im Powiat Wałecki (Deutsch Kroner Kreis) der polnischen Woiwodschaft Westpommern.

## Geographische Lage
Das Kirchdorf liegt im Netzedistrikt im ehemaligen Westpreußen, etwa 21 Kilometer westnordwestlich von Deutsch Krone (Wałcz), acht Kilometer südöstlich von Märkisch Friedland (Mirosławiec) und vier Kilometer nördlich von Marzdorf (Marcinkowice).

## Geschichte

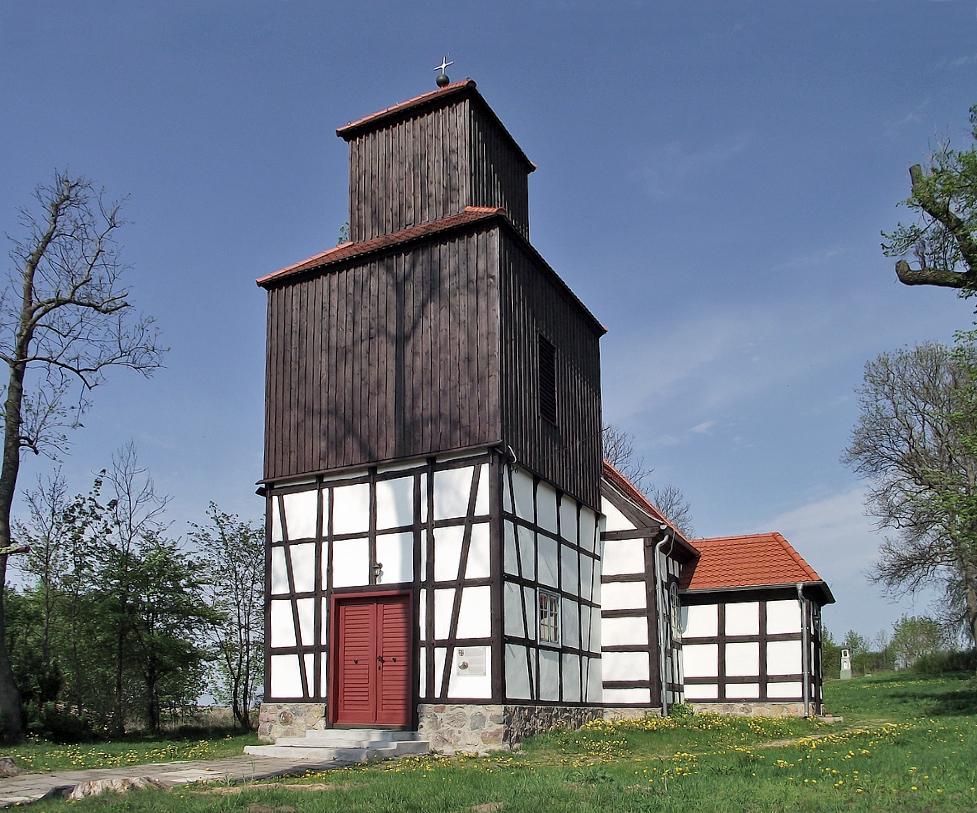
Dorfkirche, bis 1945 Gotteshaus der katholischen Gemeinde Brunk

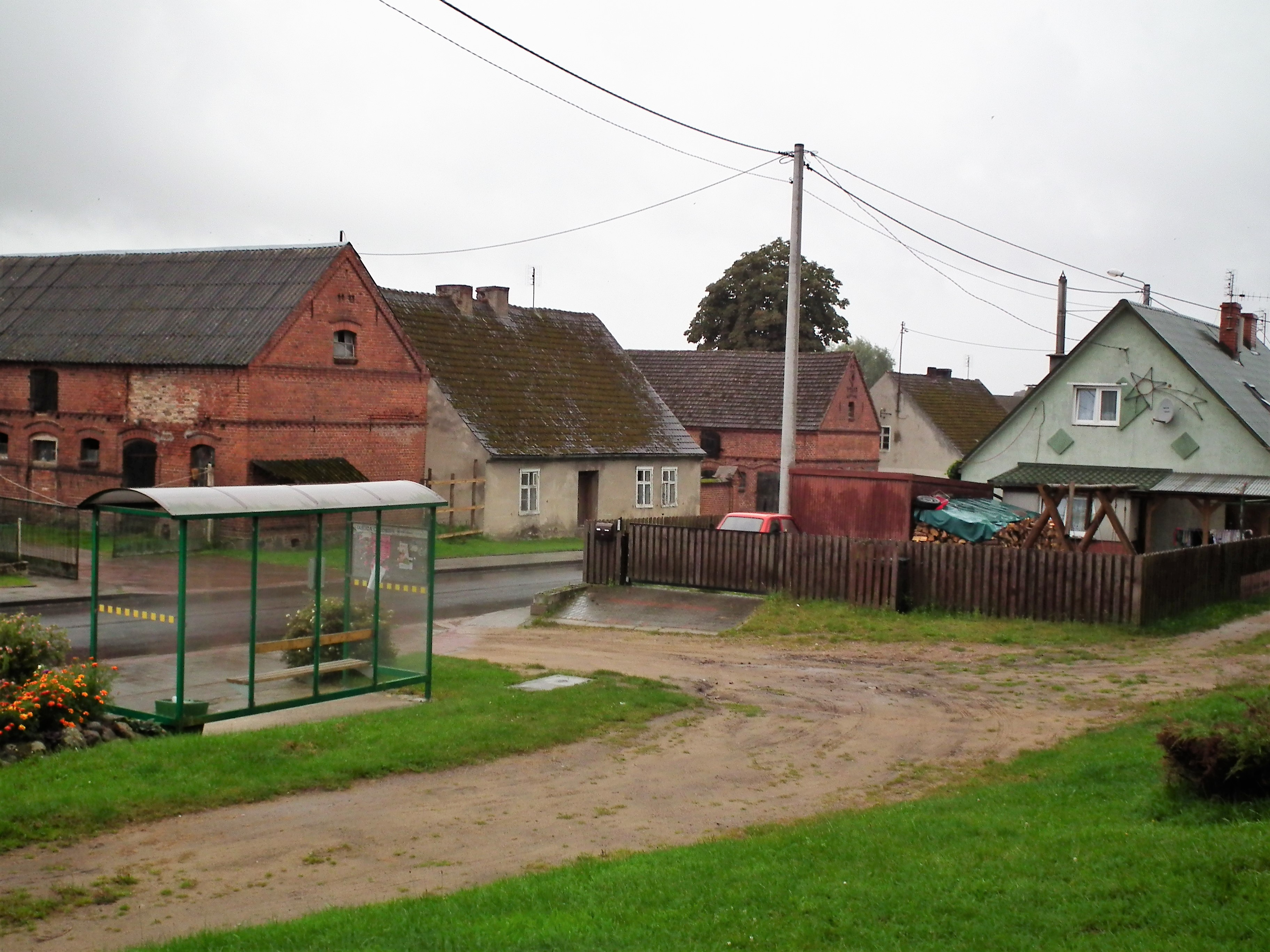
Häuser beim Dorfzentrum (September 2017)

Die Grenzregion des Netzedistrikts, in der das Dorf liegt, hatte ursprünglich zum Herzogtum Pommern gehört, war vorübergehend unter polnische Herrschaft gelangt und dann an die Markgrafen von Brandenburg gekommen. Im Rahmen der Ersten Teilung Polen-Litauens kam das Dorf 1772 zusammen mit dem Landkreis Deutsch Krone zurück an Preußen.
Das Dorf gehörte einst zur Herrschaft Tütz. Ältere Ortsbezeichnungen sind Brunkowo (1337) und Bronikowo (1736), neupolnisch Brynki. 1337 hatte das Dorf 64 Hufen und lag verödet. 1736 war hier ein Vorwerk, auf dem ein Blockhaus und ein wüstes Malzhaus standen. Daneben wohnten ein Schulze, ein Erbzinsbauer, zehn Dienstbauern, vier Eigenkätner, ein Erbzinsschankwirt, ein Schmied, ein Schäfer und ein Hirte.
Um 1930 hatte die Gemeinde Brunk eine 8,8 km² große Gemarkungsfläche, und auf dem Gemeindegebiet, in dem Brunk der einzige Wohnplatz war, standen 54 bewohnte Wohnhäuser.
Im Jahr 1945 gehörte das Dorf Brunk zum Landkreis Deutsch Krone im Regierungsbezirk Grenzmark Posen-Westpreußen der preußischen Provinz Pommern des Deutschen Reichs. Brunk war dem Amtsbezirk Marzdorf zugeordnet.
Im Februar 1945 wurde Brunk von der Roten Armee besetzt. Nach Beendigung der Kampfhandlungen wurde die Region seitens der sowjetischen Besatzungsmacht zusammen mit ganz Hinterpommern und der südlichen Hälfte Ostpreußens – militärische Sperrgebiete ausgenommen – der Volksrepublik Polen zur Verwaltung überlassen. Es wanderten nun Polen zu. Brunk wurde unter der polnischen Ortsbezeichnung „Bronikowo“ verwaltet. Die einheimische Bevölkerung wurde von der polnischen Administration aus Brunk vertrieben.

### Demographie
| Jahr | Einwohner | Anmerkungen |
| ---- | --------- | --- |
| 1783 | –         | adliges Dorf und Vorwerk mit einer katholischen Kirche, zur Gutsherrschaft Marzdorf gehörig, 22 Feuerstellen (Haushaltungen), im Netzedistrikt, Kreis Krone |
| 1818 | 126       | adliges Dorf, zu Marzdorf gehörig |
| 1864 | 332       | davon 37 Evangelische und 295 Katholiken |
| 1910 | 308       | am 1. Dezember, darunter sieben Evangelische und 301 Katholiken                                                                                             |
| 1925 | 321       | darunter 23 Evangelische und 298 Katholiken |
| 1933 | 294       | [ 7 ] |
| 1939 | 281       | [ 7 ] |

## Kirche
Die Protestanten der bis 1945 anwesenden Dorfbevölkerung gehörten zum evangelischen Kirchspiel Märkisch Friedland und besuchten die evangelische Filialkirche in Henkendorf.